# Cairo (groupe)
Pour les articles homonymes, voir Cairo.
Cairo est un groupe de rock progressif américain, originaire de San Francisco, en Californie.

## Biographie
Le groupe est formé au début des années 1990. Les membres fondateurs incluent Mark Robertson (claviers), Alec Fuhrman (guitare électrique, chant), Jeff Brockman (batterie), Rob Fordyce (basse) et Bret Douglas (chant). Le premier album éponyme est enregistré dans le home studio du groupe. Il est publié en 1994 sur le label de rock progressif Magna Carta. De fortes influences de groupes rock progressifs comme Emerson, Lake and Palmer et Yes sont notées. 
Au cours des deux années de travail sur son successeur Conflict and Dreams, Fordyce le bassiste quitte le groupe. Le travail se poursuit avec Jamie Browne. L'album est publié en 1998. Bien que le style global ne soit pas très différent de son prédécesseur, les compositions et la production sont beaucoup plus complexes : en 2000, le guitariste Fuhrman quitte le groupe. En juin 2001, leur dernier album, Time of Legends est publié.

## Accueil
Cairo est positivement accueilli par la presse spécialisée, mais les premières critiques fustigeaient leur style musical immature. Pour AllMusic, « le groupe joue un rock progressif typique, ni plus ni moins. » Également, « sur leur premier album, les éléments rock progressifs semblaient souvent forcés et exagérés ». Mais, d'autres critiques plus récentes attestent de la maturité croissante du groupe et de la connexion réussie entre les grands groupes de rock progressif des années 1970 et un son style accrocheur, contemporain et original,.

## Discographie
- 1994 : Cairo
- 1998 : Conflict and Dreams
- 2001 : Time of Legends

## Membres

### Membres actuels
- Mark Robertson - claviers
- Jeff Brockman - batterie
- Brett Douglas - chant († 2011)

### Musiciens invités
- Alec Fuhrman - guitare (sur Cairo et Conflict and Dreams)
- Rob Fordyce - basse (sur Cairo)
- Jamie Browne - basse (sur Conflict and Dreams)
- Luis Maldonado - guitare (sur Time of Legends)